# Kaneelkleurige schreeuwuil
De kaneelkleurige schreeuwuil (Megascops petersoni) is een vogel uit de familie Strigidae (uilen). Deze vogel is genoemd naar de Amerikaanse ornitholoog en illustrator Roger Tory Peterson (1908-1996).

## Verspreiding en leefgebied
Deze soort komt voor van zuidoostelijk Ecuador tot noordwestelijk Peru.